# Olesin (Ukraina)
Olesin (ukr. Олесине, Ołesyne) – wieś na Ukrainie, w obwodzie tarnopolskim, w rejonie tarnopolski, w hromadzie Kozowa.